# Mirko Allegrini
Mirko Allegrini (Negrar, 19 oktober 1981) is een Italiaanse wielrenner.

## Overwinningen
2004
- GP San Giuseppe
- GP Inda - Trofeo Aras Frattini a.m.

## Resultaten in voornaamste wedstrijden
| Jaar | Milaan-San Remo |
| ---- | --------------- |
| 2005 | 99e             |
| 2006 | 148e            |